# Anoectangium contortum
Anoectangium contortum är en bladmossart som beskrevs av Brotherus 1916. Anoectangium contortum ingår i släktet Anoectangium och familjen Pottiaceae. Inga underarter finns listade i Catalogue of Life.